# Чжао Ши
Чжао Ши (спрощ.: 赵昰; кит. трад.: 趙昰; піньїнь: Zhào Shì), храмове ім'я Дуаньцзун (кит.: 端宗; піньїнь: Duānzōng; 10 липня 1269 — 15 травня 1278) — сімнадцятий імператор династії Сун.

## Життєпис
Походив з імператорського роду Чжао. Був сином імператора Чжао Ці. 1274 року став князем Цзі, а 1276 — князем Ї. Після початку наступу монголів на чолі з Бояном проти столиці імперії Лін'ань (сучсний Ханчжоу) разом із матір'ю втік до Фучжоу. Після капітуляції та полону його брата Чжао Сяня Чжао Ши був проголошений новим володарем Сун.
Його правління було нетривалим. Фактично ж замість нього керував канцлер Лу Сюфу. Вже 1277 року монголи знову вдерлись до південного Китаю, захопивши місто Фучжоу, а згодом Гуанчжоу. Війська Сун після запеклого опору відступили на південь (на територію сучасної провінції Гуандун). Там монголи знову розбили сунську армію. У січні 1278 року Дуаньцзуну вдалось утекти до міста Ганчжоу (сучасний острів Лантау), де він і помер через хворобу 15 травня 1278 року. Трон формально успадкував його брат Чжао Бін.

## Девіз правління
- Цзін'юань (景炎) 1276—1278